# Pseudophaloe levisi
Pseudophaloe levisi là một loài bướm đêm thuộc phân họ Arctiinae, họ Erebidae.